# Еър Молдова
„Еър Молдова“ е бивша авиокомпания, чиито главни офиси се намират на Летище Кишинев в Кишинев, Молдова. Авиокомпанията е националният превозвач на Молдова. Извършва полети до 20 дестинации в Европа. Член е IATA на и ICAO. „Еър Молдова“ преустановява дейност на 3 май 2023 г.

## История
Еър Молдова е създадена с президентски указ на 12 януари 1993 г. Още в самото начало на своето съществуване всички дейности на компанията са фокусирани върху интеграция на международния пазар и постигане на най-модерните стандарти и изисквания за авиокомпаниите на високо ниво. През 1999 г. компанията се присъединява към програмата за развитие на мениджмънта. Еър Молдова отговаря на най-високите международни стандарти за безопасност, което се потвърждава от сертификата на оператора IOSA, получен в резултат на преминаването на авиокомпанията за одит на оперативната безопасност през декември 2008 г.